# پرواز ۱۹
پرواز ۱۹ (به انگلیسی: Flight 19) به پرواز پنج فروند بمب افکن تی‌بی‌اف اونجر اشاره می‌کند که در پنجم دسامبر ۱۹۴۵ به طرز مرموزی بر فراز مثلث برمودا  ناپدید شدند.

در روز پنجم دسامبر ۱۹۴۵ پنج بمب افکن اونجر به منظور انجام یک پرواز تمرینی که پرواز شماره نوزده نامیده می‌شد، از پایگاه نظامی فوت لودردیل واقع در «فلوریدا» به هوا برخاستند. طبق برنامه، آن‌ها می‌بایست یک مسیر مثلثی شکل را طی کنند و دوباره به پایگاه بازگردند.
خلبانان این پرواز قبلاً دوازده بار چنین تمرینی را انجام داده بودند و از این رو این مأموریت برایشان دشوار نبود. از سوی دیگر خلبانان و خدمه این پنج بمب افکن را افرادی با تجربه و ماهر تشکیل می‌دادند و همه هواپیماها مجهز به بهترین دستگاه بی‌سیم و تجهیزات هوانوردی آن زمان بودند. در ساعت ۱۴ و ده دقیقه آنروز، هر پنج بمب افکن به هوا برخاستند و با سرعتی در حدود ۲۰۰ مایل در ساعت به سوی خاور به پرواز درآمدند.
مسئولان فرودگاه وضعیت اضطراری اعلام کردند و یک هواپیمای گشت و نجات دریایی مارتین مرینر با سیزده سرنشین و مجهز به کلیه وسایل نجات از زمین برخاست تا به جستجوی هواپیماهای گمشده بپردازد، ولی شگفت این که این هواپیما نیز به همان سرنوشت پنج بمب افکن دچار گردید و برای همیشه ناپدید شد!.
ساعاتی بعد برج مراقبت نیروی دریایی در «اوپالوکا» پیام ضعیفی دریافت کرد که مربوط به یکی از هواپیماهای پرواز شماره نوزده بود. این بسیار عجیب بود چرا که به موجب پیش‌بینی، موجودی بنزین آخرین هواپیما می‌بایست تقریباً دو ساعت پیش تمام شده باشد در حالی که این هواپیما هنوز در آسمان بود!
سپیده دم روز بعد ۲۴۲ فروند هواپیما و هجده فروند کشتی طی جستجوهای منظم و هماهنگ به جستجوی هواپیماهای گمشده پرداختند، ولی علی‌رغم تلاشهای فراوان و پیگیر، هیچ اثر یا باقیمانده‌ای از آن‌ها نیافتند.
چه اتفاقی برای هواپیماها افتاده بود؟! هرگاه فرض کنیم که این پنج هواپیمای بمب افکن در آسمان با یکدیگر تصادف کرده‌اند می‌بایست قطعات شکسته هواپیما یا آثار و علائمی از این برخورد احتمالی پیدا می‌شد و از سوی دیگر هنگامی که ستوان «تایلور» وضعیت اضطراری اعلام کرد برخی از خدمه هواپیما می‌توانستند به وسیله چتر نجات خود را از مهلکه رهایی بخشند یا پس از سقوط احتمالی در آب از وسایل ایمنی مانند تشک‌های بادی و جلیقه‌های نجات استفاده کنند، در حالی که معلوم نیست چرا هیچ‌یک از این اقدامات صورت نگرفت. هواپیمای مارتین مرینر که به کمک این هواپیماها شتافته بود به گونه‌ای ساخته شده بود که در صورت بروز حادثه پیش‌بینی نشده، می‌توانست بر روی آب بنشیند در حالی که این هواپیما نیز بی‌آنکه با برج مراقبت تماس بگیرد و گزارشی از بروز خطر یا حادثه ناگهانی و پیش‌بینی نشده‌ای مانند نقص فنی یا سایر شرایط اضطراری مشابه بدهد، به طرز اسرار آمیزی ناپدید شد.
واقعیت این حادثه تا به امروز مشخص نشده و این ماجرا همچنان در شمار یکی از اسرار حل نشده عالم باقی مانده‌است.
پس از این رویداد نیز تعدادی هواپیما و کشتی همراه با سرنشینان آن‌ها در منطقه مثلث برمودا ناپدید شده‌اند که تاکنون اثری از آن‌ها بدست نیامده است و این حوادث موجب شده که دانشمندان نظریات گوناگونی در رابطه با «مثلث برمودا» ارائه دهند. به طور کلی نظریه هایی مانند آدم فضایی و غیره اشتباه است و ممکن است به دلیل گرانش یا آب و هوای نامساعد باشد. 

## تلاش برای نجات چارلز تیلور و همراهان
حدود ساعت سه نیم استاد خلبان پروازهای آموزشی در پایگاه فورت لادردیل، پیامی از دستگاه گیرنده خود دریافت کرد، یکی از دانشجویان خلبانی می‌خواست با شخصی به نام پاورز صحبت کند تا او بوسیله قطب‌نما موقعیت آن‌ها را بگوید. استاد خلبان با معلم پرواز شماره ۱۹ تماس گرفت و او گفت:موقعیت خود را نمی‌دانم، ما در آخرین چرخش گم شدیم. هر دو قطب‌نمای‌های ما از کار افتاده‌اند. ما می‌خواهیم پایگاه فورت لادردیل را پیدا کنیم… مطمئنم که در مسیر هستیم ولی تا چه اندازه نمی‌دانیم. استاد خلبان به او پیشنهاد می‌دهد که به سمت خورشید به طرف شمال رفته و به پایگاه برسند ولی او جواب داد: لحظاتی پیش از روی جزیره‌ای رد شدیم و دیگر هیچ خشکی در دید ما نیست… رئیس بخش آموزشی خلبانی مطمئن شد که هواپیما از مسیر خود خارج شده‌اند زیرا در غیر اینصورت بایستی خشکی را می‌دیدند.
صدای گفتگوشان به برج مراقبت می‌رسید که می‌گفتند سوختشان فقط برای ۷۵ مایل کافی است و سرعت باد هم ۷۵ مایل در ساعت است و تمام قطب‌نماهای پنج هواپیما از کار افتاده. در طول این لحظات نگران‌کننده، مسئول بی‌سیم پایگاه فرت لادردیل، سعی داشت با هر یک از پنج هواپیما ارتباط برقرار کند اما موفق نشد.
خبر موقعیت اضطراری هواپیماها به گوش رسیده بود.
احتمال اینکه تصمیم خلبان این بوده باشد ۹۹ درصد است":
آنها باید چکار می‌کردند؟
((((آنها فقط یک راه داشتند اینکه برگردند و بروند به آن جزیره‌ای که لحظاتی پیش از آن جزیره گذشتند چون فقط سوختشان برای ۷۵ مایل کافی بود))))
دقایقی بعد تعداد زیادی هواپیما برای تجسس رفتند اما متأسفانه به آن جزیره نرفتند چون چیزی در این باره نمی‌دانستند و چیزی پیدا نکردند.